# Bille
För den tyska floden, se Bille (flod).
Bille eller Bilde är en dansk uradelssläkt från Skåne, som kan dateras tillbaka till 1200-talet. Namnet Bille har antingen sina rötter i det danska ordet bille (skalbagge, jfr. många andra adelsnamn baserade på djur) eller i anglosaxiskt ord för en person som framställer vapen såsom pikar och hillebarder.

## Historia
Ättens vapensköld härstammar från 1350-talet och föreställer en sköld indelad i åtta fält genom fyra växelvis röda och vita fält på varje sköldhalva, krönt av en riddarhjälm.
En liknande eller identisk sköld fördes av den under 1500-talet  utdöda ätten Biller i Schlesien, liksom ätten Ebersbach i Schlesien, vilka möjligen kan vara ursprung till Billeätten.
Spåren från släkten kan bland annat läsas genom orterna Billesholm och Billeberga i Skåne.
Av ättens många grenar skrev sig en gren till Svanholm.
En annan, vars stamfar var Claus Bille, skrev sig till Allinde, och har i Skåne varit ägare till en rad betydande gods i Skåne såsom Vanås slott, Trolle Ljungby slott, Rosendals slott, Råbelövs slott, Näsbyholms slott, Vrams Gunnarstorps slott, Ellinge slott med flera. Steen Andersen Oluf Bille (1964–) härstammar i direktlinje från Claus Bille.
Den danska adliga ätten blev utgrenad i ett flertal olika grenar, varav en upphöjdes till grevlig.
Den adliga Billeätten lever i bästa fall i Danmark, men är utslocknad i Sverige och Norge (1984). Den grevliga danska Bille-Brahe fortlever (nedan).

## Bille i Sverige
Den svenska ätten Bille anses härstamma från den danska Billesläkten, med vilken den förde lika vapen.
Jakob Bille var befallningsman på Skaraborg och över dess län i kung Hans tid. Gift med Renbald Skalle. Deras son Staffan Bille, var lagman över fem härader i Småland och gift med Sigrid Johansdotter.
Sonen Nils Bille växte upp vid Gustav Vasas hov, blev kungens hovtjänare, senare stallmästare hos hertig Magnus av Östergötland och sedan hos hertig Karl av Södermanland.
Ludvig Bille till Råcksta i Järfälla socken, Stockholms län blev introducerad under nr 238. Död 1640 och begraven i Järfälla kyrka. Gift 1619 i Stockholm med Helena Carin Körning, och hade barnen Catharina (döpt 1622), Anna (gift 1645, men med vem är ej känt), Beata. Gift med kaptenlöjtnanten Axel Stensson Böllja, i hans 2:a gifte, född 1596, död 1664. Gift 2:o 1670 med kaptenen Johan Forbes af Lund. Död 1690 och sonen Ludvig, döpt 1629, Död ung och slöt den svenska ätten.

## Bille-Brahe
När den danska Braheättens sista medlem, Preben Brahe till Hvedholm, avled 1786, övertogs hans namn och gods av en gren av Billeätten, som skrev sig till Kærsgård, gehejmekonferensrådet Henrik Bille (1709–1789), fick 1788 tillåtelse att med sitt eget namn förena den kort dessförinnan utdöda danska Brahe-ättens namn och vapen och kalla sig Bille-Brahe. Hans son upptogs 1798 i länsgrevligt stånd med länsgrevskapet Brahesminde på Langeland.
Den sistnämnda släktgrenen fortlever, liksom en ättegren stammande från översten Steen Andersen (1624–1688) som 1679 adlades med släktens namn och vapen som naturlig son till riksrådet Anders Bille till Rosendal, länsman på Helsingsborgs slott 1610–29.

## Kända medlemmar av ätten
- Peder Lykke (Bille) (död 1436), ärkesbiskop i Lund
- Steen Tobernsen Bille (omkring 1446–1519), danskt riksråd.
- Ove Bille, (död 1555) biskop i Aarhus stift
- Eske Bille (död 1552), dansk rikshovmästare
- Peder Bille, (ca. 1517–1580), riksråd
- Steen Clausen Bille, (1527–1586), skånsk lensmand.
- Steen Jensen Bille (1565–1629), skånsk lensmand och psalmförfattare.
- Jens Bille (1531–1575), ståthållare på Gotland
- Torben Bille (död 1552), ärkebiskop av Lund
- Claus Bille (ca. 1490–1558) dansk storman
- Elisabet Bille, (1567–1656), dansk adelsdam
- Anders Bille, (1600–1657), dansk riksmarsk
- Steen Andersen Bille (överste) (1624–1698), dansk överste..
- Steen Andersen Bille (statsminister) (1751–1833), dansk gehejmestatsråd och sjöofficer.
- Steen Andersen Bille (diplomat) (1751–1860), dansk diplomat.
- Steen Andersen Bille (sjöofficer) (1797–1883), dansk sjöofficer.
- Christian Høyer Bille (1799–1853), dansk diplomat
- Carl Steen Andersen Bille (1828–1898), politiker och publicist
- Franz Bille (1832–1918), dansk diplomat
- Steen Andersen Oluf Bille (1964–), fransk og dansk advokat